# Przełęcz Roztoka
Przełęcz Roztoka – przełęcz położona na terenie Pogórza Przemyskiego na wysokości 519 m n.p.m., pomiędzy szczytami Bziany (589 m n.p.m.) a Poręby Wysokiej (618 m n.p.m.). Przełęcz oddziela Pasmo Bziany od pasma Chwaniowa (Góry Sanocko-Turczańskie). Przełęcz położona jest na terenie wsi Roztoka i prowadzi przez nią droga wojewódzka nr 890, łącząca Krościenko z Kuźminą (DK 28).

## Szlaki turystyczne
- Czerwony Szlak Przemysko-Sanocki na odcinku: Bircza – Przełęcz Nad Łomną – Przełęcz Roztoka – Rakowa – Słonny – Przełęcz Przysłup – Słonna – Sanok